# Cheiracanthium elegans
Cheiracanthium elegans is een spinnensoort uit de familie Cheiracanthiidae.
De wetenschappelijke naam van de soort werd in 1875 gepubliceerd door Tord Tamerlan Teodor Thorell.